# Akira Kaji
Akira Kaji (加地 亮, Kaji Akira, Minamiawaji, 13 januari 1980) is een Japans voormalig voetballer die als verdediger speelde.

## Clubcarrière
Kaji speelde tussen 1998 en 2014 voor Cerezo Osaka, Oita Trinita, FC Tokyo en Gamba Osaka. Vervolgens tekende hij bij het Amerikaanse Chivas USA. De club werd aan het einde van het seizoen opgeheven, waardoor Kaji zonder club kwam te zitten. Even later sloot hij zich aan bij Fagiano Okayama.

## Japans voetbalelftal
Kaji debuteerde in 2003 in het Japans nationaal elftal en speelde 64 interlands, waarin hij twee keer scoorde.

## Statistieken
| Japans voetbalelftal | Japans voetbalelftal | Japans voetbalelftal |
| Jaar                 | Wed.                 | Dlp.                 |
| -------------------- | -------------------- | -------------------- |
| 2003                 | 1                    | 0                    |
| 2004                 | 20                   | 0                    |
| 2005                 | 14                   | 1                    |
| 2006                 | 14                   | 0                    |
| 2007                 | 11                   | 1                    |
| 2008                 | 4                    | 0                    |
| Totaal               | 64                   | 2                    |